# マレノストルム

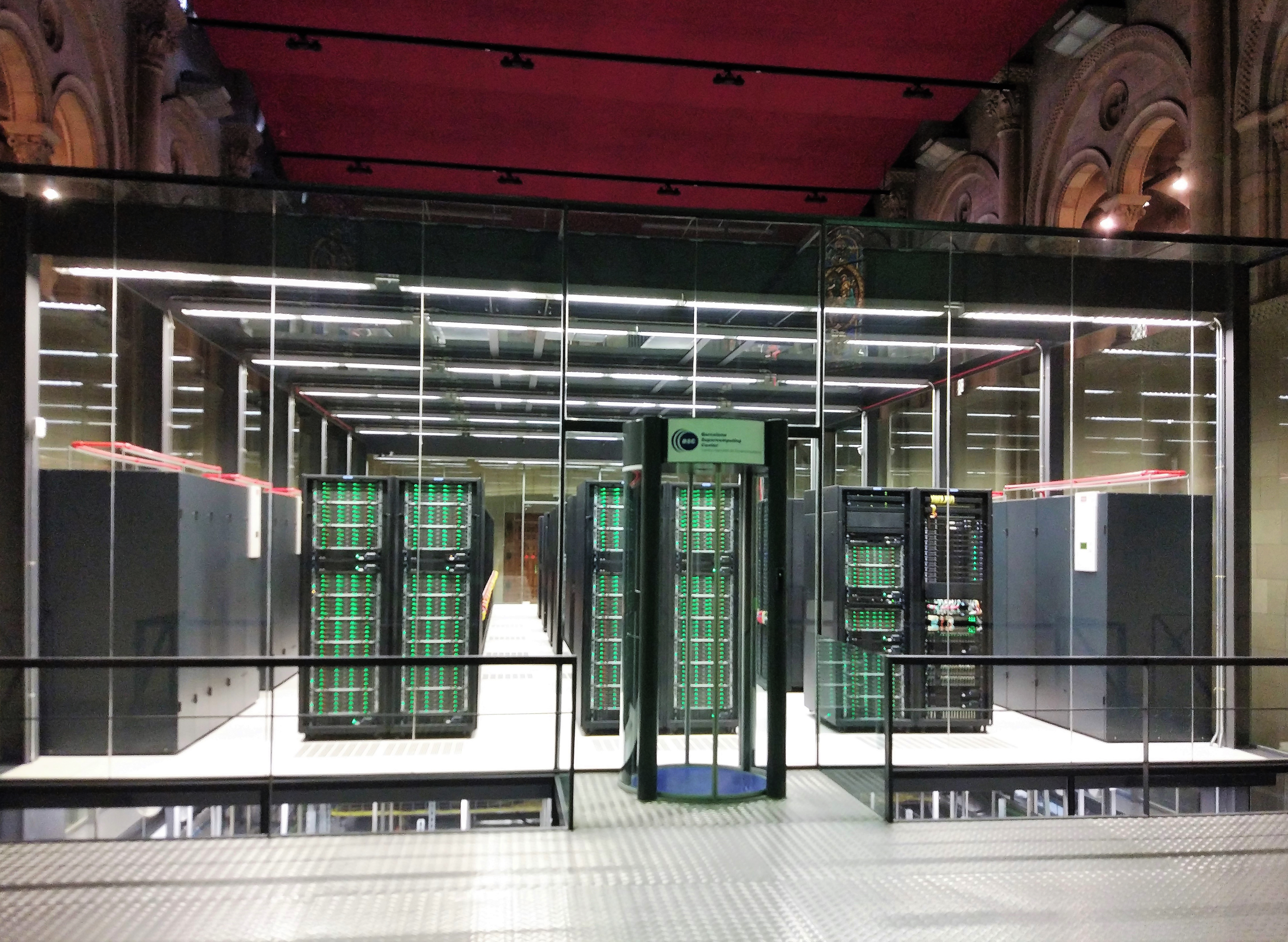
The MareNostrum 4 supercomputer(2017)

マレノストルム（MareNostrum）は、米IBMとスペイン科学教育省が構築したスーパーコンピュータ（HPC）。スペイン・バルセロナにある国立スーパーコンピュータセンター（バルセロナ・スーパーコンピューティング・センター）に設置されている。
「マレ・ノストルム」は、ラテン語で「われらの海」を意味し、ローマ時代に地中海を指した言葉である。

## 機能

### MareNostrum 5
2023年に稼働を始め、MareNostrum 4の17倍の性能を誇る。Intel Xeon Sapphire Rapids世代のCPUとNvidia Hopper世代のGPUの組み合わせによる、Bull Sequana XH3000とLenovo ThinkSystemアーキテクチャ構成である。

### MareNostrum 4
Mellanox InfiniBand EDRネットワークを用い、2017年にXeon Platinumを使ったシステムで11.15PFLOPSを達成し、2018年6月の時点で54台のIBM Power Systems AC922で1.48PFLOPSを達成した。

### MareNostrum 3
2013年6月の時点で、IBM iDataPlex DX360M4 3056ノード（48,896コア、Intel Sandy Bridge Xeon E5-2670 8コア CPUによる）、42ノード84基のXeon Phi 5110P、104.6テラバイト超のメインメモリと、2ペタバイト超のストレージで構成され、1.1PFLOPSを達成した。
大きさは 120 m2 で、バスケットボールコート半分の大きさよりも小さい。総重量は 40,000 kg。古い教会堂を利用したバルセロナ・スーパーコンピューティング・センターに設置されている。
スペインのスーパーコンピュータネットワーク (Spanish Supercomputing Network) を構成する7台のHPCのうちのひとつであり、遺伝解析などに使用されている。

## 沿革
2004年3月、IBMとスペイン政府は、世界最速級のスーパーコンピュータの建造に関する協定を結んだ。マレノストルムは当初、マドリード郊外の街サンフェルナンド・デ・ヘナレス (San Fernando de Henares, Madrid) において、IBMとスペイン科学教育省が共同で2ヶ月をかけて構築した。その後、バルセロナの現在地に移転した。
当初は、IBMの汎用CPU（PowerPC 970FX）を使用したブレードサーバ BladeCenter JS20を使用しており CPU 3564コア、20.53TFLOPSの性能を持った。2004年11月時点で世界4位を記録している。その後もプロセッサを加えるなどのアップグレードを行っており、10240コアへの改修を行い62.63TFLOPSを実現した後の2006年11月時点では、世界5位の速さを持つスーパーコンピュータであった。2560個のブレードサーバ BladeCenter JS21 から構成されている。各ノードは、IBMのデュアルコア・プロセッサ PowerPC 970MPを2つ使用しており、マレノストルム全体は 2.3 GHz のCPU 10,240  コアで構成されていることになる。ノード間はMyrinetとギガビット・イーサネットで接続されている。
OSはSUSE Linux Enterprise Server 9。Linpackベンチマーク値は、最大実効性能 62.63 TFLOPS、理論ピーク性能 94.21 TFLOPSを記録している。2009年12月時点で、ヨーロッパで25番目（世界で77番目）に強力なコンピュータである。
2016年、MareNostrum 4として、x86、ARM、POWER9の3種のCPUを利用したクラスタで構成されたものを導入することが発表された。最大13.7PFLOPSを達成する予定。
2023年、MareNostrum 5として、Xeon Platinum 8460Y+ 40C 2.3GHz 合計680,960コア（6408ノード + 1120ノード）+ Nvidia H100 GPU, Nvidia GRACE CPUの構成で、Linpackベンチマーク値が最大実効性能 138.20 PFLOPS、理論ピーク性能 265.57TFLOPS、世界で8番目を記録している。

## 註
1. ↑  20minutos (2023年3月10日). “Claves del superordenador Marenostrum 5 que ha visitado Pedro Sánchez: qué es, para qué sirve y posibles beneficios” (スペイン語). 20bits. 2023年11月14日閲覧。
2. 1 2  “MareNostrum 5” (英語). BSC-CNS. 2023年11月14日閲覧。
3. ↑  “MareNostrum 4 POWER9 racks begin operation with high expectation for  AI - based research” (英語). BSC-CNS. 2018年6月19日閲覧。
4. ↑  MareNostrum - iDataPlex DX360M4, Xeon E5-2670 8C 2.600GHz, Infiniband FDR top500.org
5. ↑  バルセロナの礼拝堂で動く強力スパコン「MareNostrum」、その活躍と未来--ARMベース「Mont-Blanc」も
6. 1 2  （英語）System Architecture, BSC Official site
7. ↑  Top500 November 2004
8. ↑  Top500 November 2006
9. ↑  Top500 November 2009
10. ↑  x86/ARM/POWER9の各プロセッサを併用するスパコンが登場へ
11. ↑  “Earth Simulator -SX-Aurora TSUBASA - SX-Aurora TSUBASA B401-8, Vector Engine Type20B 8C 1.6GHz, Infiniband HDR200 | TOP500”. top500.org. 2023年11月14日閲覧。